# Błonie (gmina Łęczyca)
Błonie – wieś w Polsce, szeregówka, położona w województwie łódzkim, w powiecie łęczyckim, w gminie Łęczyca.

## Historia
W 1235 Błonie występują w źródłach jako własność Cystersów z Wąchocka.

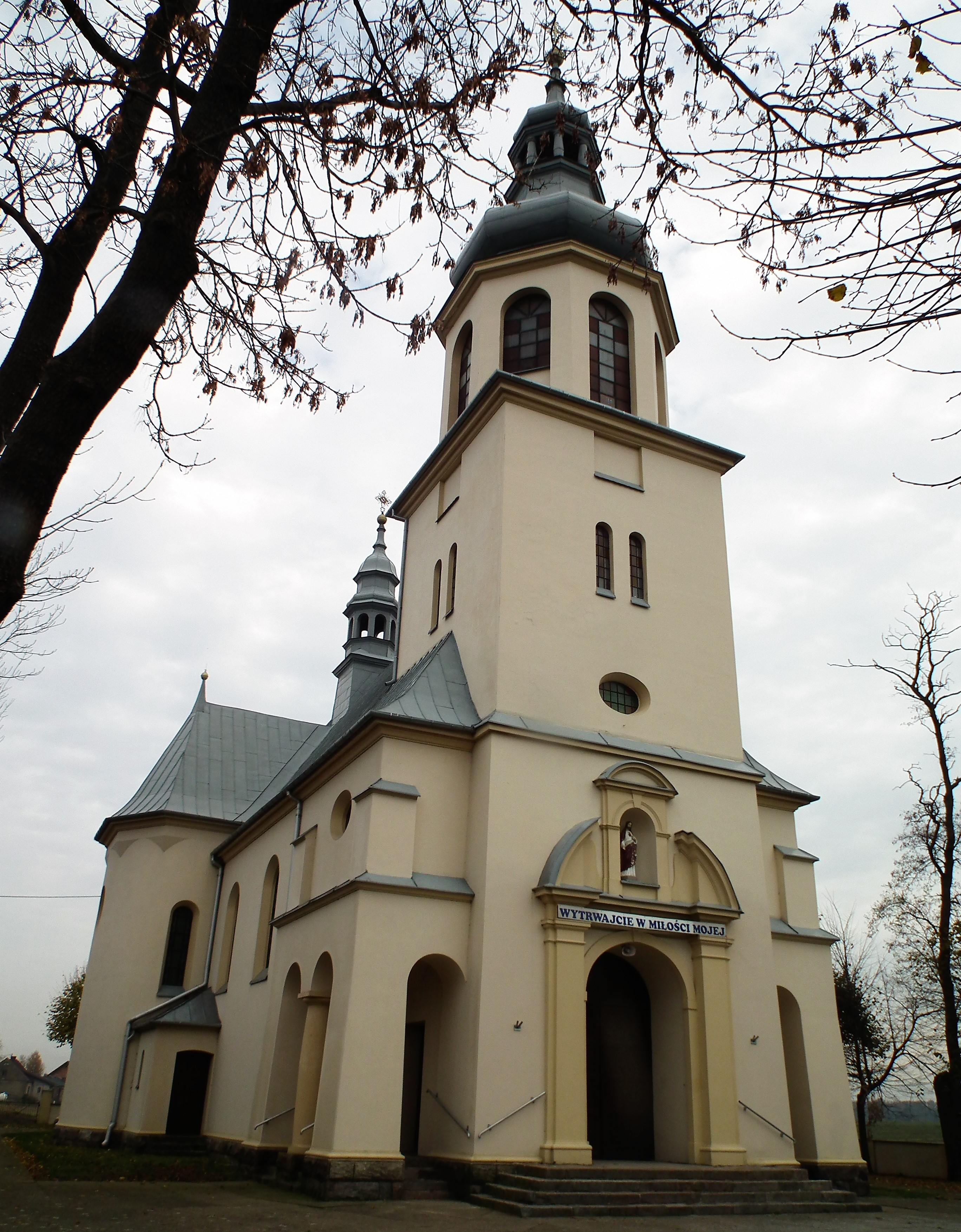
Kościół Najświętszego Serca Pana Jezusa

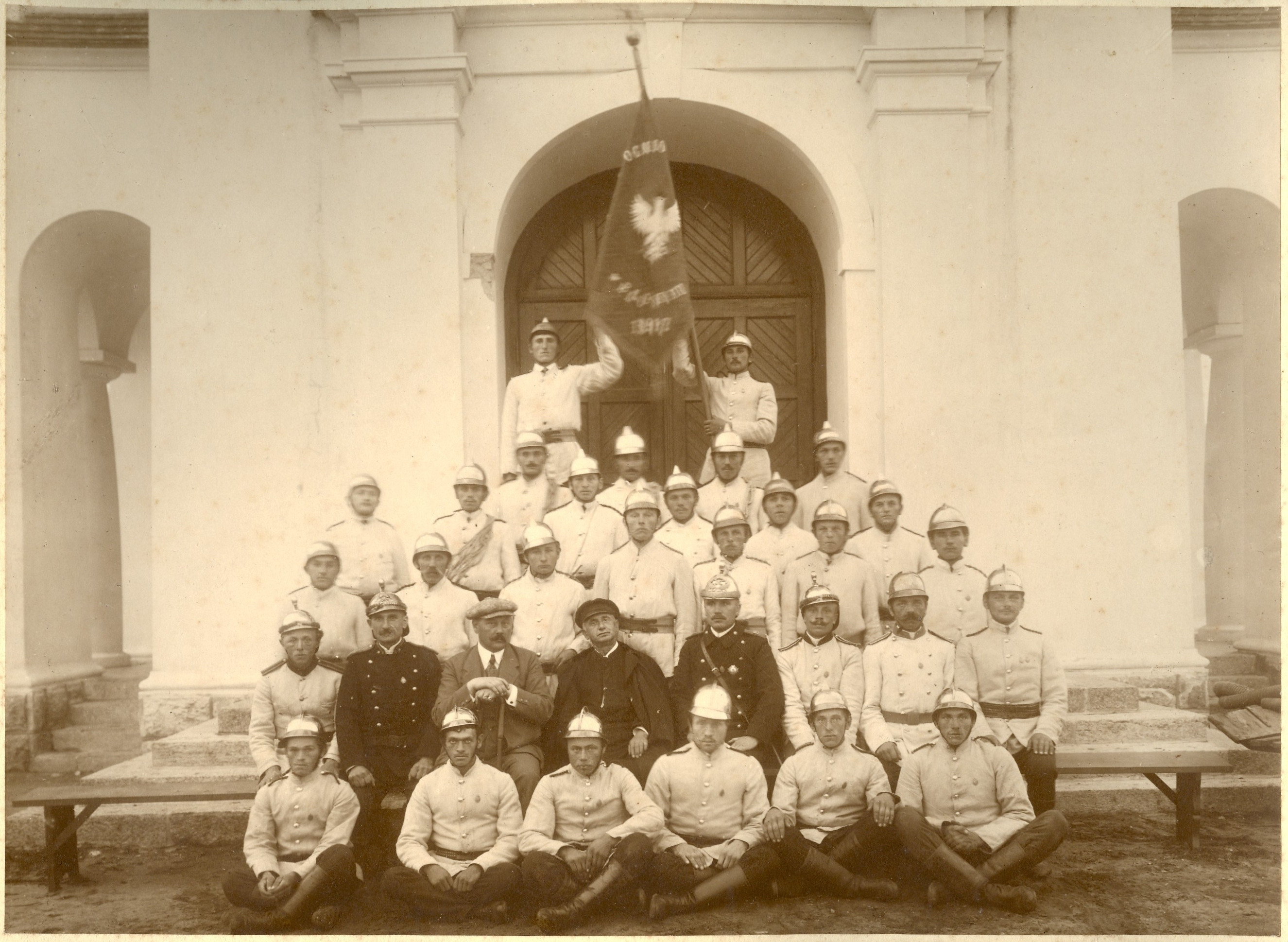
Ochotnicza Straż Pożarna w Błoniu koło Łęczycy. Zdjęcie zrobione około 1920 roku przed kościołem parafialnym w Błoniu

Parafia w Błoniu została erygowana przez arcybiskupa gnieźnieńskiego Jarosława z Bogorii i Skotnik w 1373 roku, który ufundował drewniany, modrzewiowy kościół pw. Wszystkich Świętych. Kościół ten spłonął w 1915 roku.
W latach 1913–1916 w miejscu starego kościoła została wybudowana, według projektu Józefa Piusa Dziekońskiego, nowa świątynia, pw. Najświętszego Serca Jezusa. Kościół murowany, orientowany, jednonawowy, w stylu barokowym (neobarokowym). Sklepienie w nawie i prezbiterium gwiaździste, takie też w absydach transeptu, nad chórem i kruchtą kolebkowe. Nad całością dominuje wieża zbudowana w zachodniej części kościoła. Kościół konsekrowany w 1923 roku przez biskupa Wincentego Tymienieckiego. W wyposażeniu kościoła znajdują się m.in.: ornat haftowany z XVII wieku, monstrancja rokokowa z połowy XVII wieku, lichtarze cynowe barokowe oraz dwie tablice poświęcone ks. Mieczysławowi Rzadkowskiemu, proboszczowi parafii Błonie, zamordowanemu w Dachau 12 sierpnia 1942 roku i ks. prałatowi Ferdynandowi Jacobiemu, budowniczemu kościoła w Błoniu, który również zginął w Dachau 25 sierpnia 1941 roku. Na cmentarzu parafialnym znajduje się mogiła żołnierza Wojska Polskiego poległego w 1939 roku w Bitwie nad Bzurą. Spoczęli tu również: proboszcz Błonia ks. August Krykowski, zm. w 1898 r. oraz proboszcz Błonia (administrator parafii) ks. Aleksander Rudziński, zm. w 1878 r. Ks. Rudziński był pijarem, byłym regensem konwiktu im. Szaniawskich w Łukowie, magistrem nowicjatu w Opolu, konsultorem prowincjonalnym i rektorem kolegium pijarów w Chełmie. O cmentarzu w Błoniu opublikowano w 1994 r. obszerny materiał w nr 4/161 „Notatek Płockich” – kwartalniku Towarzystwa Naukowego Płockiego.
We wschodniej części wsi znajduje się „budynek folwarczny” z połowy XIX wieku, niegdyś własność Wilhelma Orsettiego, obecnie zasiedlony. W okresie potopu szwedzkiego w 1655 roku, na polach wokół Błonia, obozował król szwedzki Karol X Gustaw wraz ze swoim wojskiem. Za czasów Rzeczypospolitej Szlacheckiej do II rozbioru Polski, wieś była własnością starosty łęczyckiego, a od 1838 roku własnością tajnego radcy Oczkina. W XIX wieku włościanie posiadali 1119 mórg ziemi, folwark – 887. W 1879 roku wieś liczyła 835 mieszkańców – 439 mężczyzn i 396 kobiet. We wsi znajdowały się 54 gospodarstwa.
W 1923 roku w Błoniu powstał Rolniczy Zakład Doświadczalny. Działalność zakładu skupia się w trzech działach: doświadczeń polowych, torfowym i oświatowo-rolniczym. Podczas okupacji, niemiecka administracja nazistowska zmieniła nazwę wsi w 1943 na  Theodorshof.
W latach 1975–1998 miejscowość należała administracyjnie do województwa płockiego.

## Przyroda i gospodarka
W okolicy Błonia występują płytko zalegające pokłady torfu. W latach 70. XX wieku w pobliżu Błonia powstał rezerwat roślin słonolubnych. Mieszkańcy Błonia zajmują się hodowlą bydła oraz uprawą warzyw (cebula, buraki cukrowe) i zboża (pszenica).